# Kristian Østergaard
Kristian Østergaard (født 28. juni 1948) er en dansk tidligere fodboldspiller.
I sin tid i Esbjerg fB scorede han hele 147 mål for førsteholdet, hvilket gør ham den tredjemest scorende EfB-spiller gennem tiden. Han spillede 330 førsteholdskampe i alt og blev bl.a. topscorer i den næstbedste danske række i 1974 med 16 mål og i den tredjebedste række i 1973 med hele 20 mål.Han kom til EFB fra ØB østerbyens boldklub,efter øb vandt talentturneringen i 1968.Han og Flemming Iversen (begge angribere) rykkede efter sejren til EFB og var i mange år en målfarlig duo.